# Rue Hassiba-Ben-Bouali
La rue Hassiba-Benbouali (en arabe : شارع حسيبة بن بوعلي) est une voie d'Alger

## Situation et accès
Cette rue située à cheval sur les communes de Sidi M'Hamed et Belouizdad débute boulevard Colonel-Amirouche au niveau de la place du Pérou, et se termine rue de Tripoli à l'entrée de la commune d'Hussein Dey.
Il s'agit d'une des plus longues rues d'Alger avec plus de 4 km de long. Le premier kilomètres traverse le quartier de l'Agha avec des immeubles de type haussmannien dans la continuité de ceux d'Alger-Centre. Ensuite elle traverse l'ancien quartier du champ de manœuvres avec des immeubles d'habitation des années 1950 et des ateliers. Elle longe la voie de chemin de Fer.
Cette rue est accessible par la gare ferroviaire des Ateliers et par les bus de l'ETUSA, lignes 1, 7, 14, 19, 27, 79, 89, 90, 101.

## Origine du nom
La rue porte le nom de l'une héroïne de la guerre d'indépendance algérienne, Hassiba Ben Bouali (1938-1957).

## Historique
La rue Sadi-Carnot puis la rue de Constantine étaient jusqu'au début du XXe siècle les principales artères d'accès à la ville d'Alger en venant de l'Est du pays en empruntant la route nationale no 5.
À l'indépendance de l'Algérie, cet axe est renommé rue Hassiba-Ben-Bouali.
Depuis la création en contrebas au niveau du port de la voie rapide appelée route moutonnière puis renommée avenue de l'ALN à l'indépendance, plusieurs bretelles ont été créées. Il y a tout d'abord la rampe Chassériau, les rampes Poirel et Noël qui existent toujours, la rampe Crampel aujourd'hui disparue, la rampe Polignac qui a été modernisée avec deux ponts qui rejoignent la rocade nord d'Alger.
En 2005, une nouvelle bretelle a été créée au niveau de la place du 1er mai. En 2007 une autre a été inaugurée au niveau du jardin d'essai du Hamma.

## Bâtiments remarquables et lieux de mémoire
- nos 25 au 27 : immeuble, ex-Ministère du Travail, actuelle Direction Régionale de la SNTF
- no 124 : Cité Mohamed Merzougui ex-Halles d'Alger
- nos 140 à 142 : Maison de la Presse Tahar Djaout
- no 170C : Tours Sonatrach, FNI
- no 172 : Hôtel Sofitel Alger Hamma Garden
- no 174 : Jardin d'essai du Hamma
- no 201 : Usine de boissons Hamoud Boualem

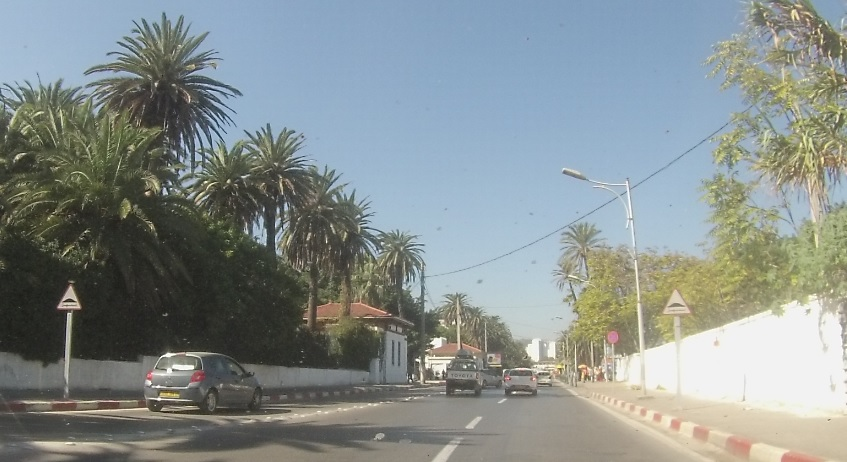
Près du jardin d'Essai
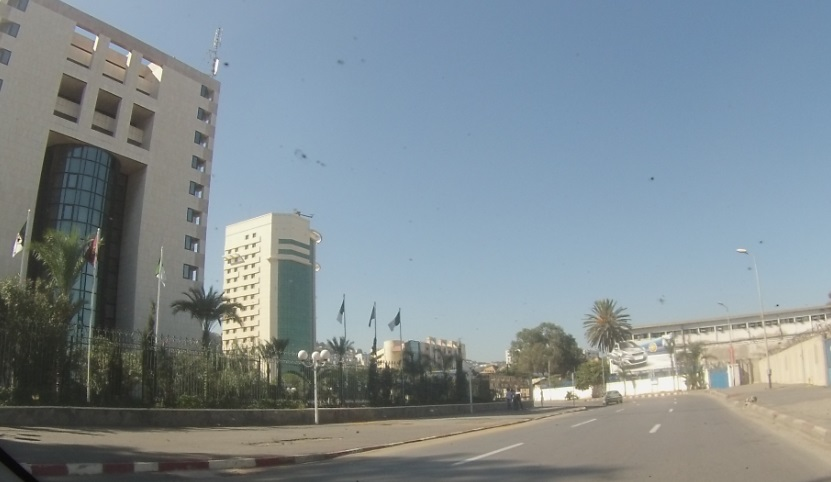
Près de l'hôtel Sofitel
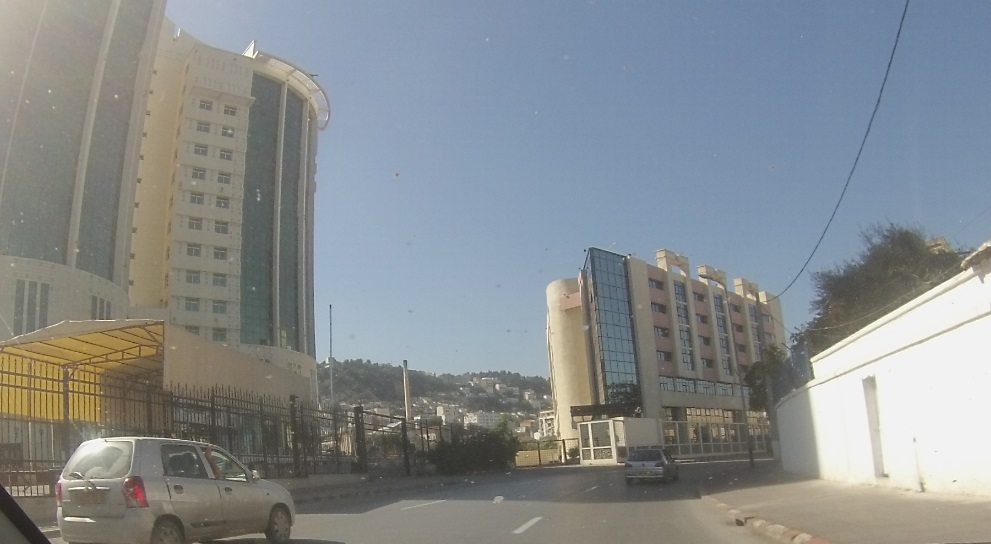
Près de l'Entreprise du Métro d'Alger
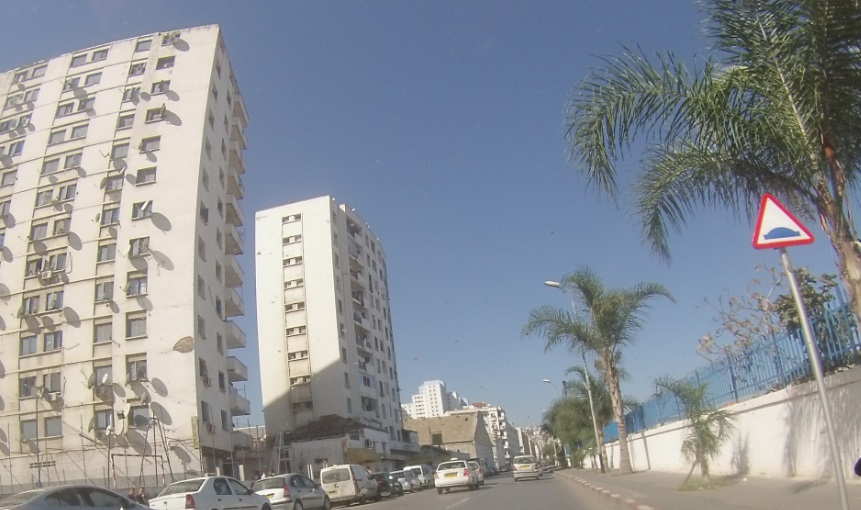
Quartier du Hamma
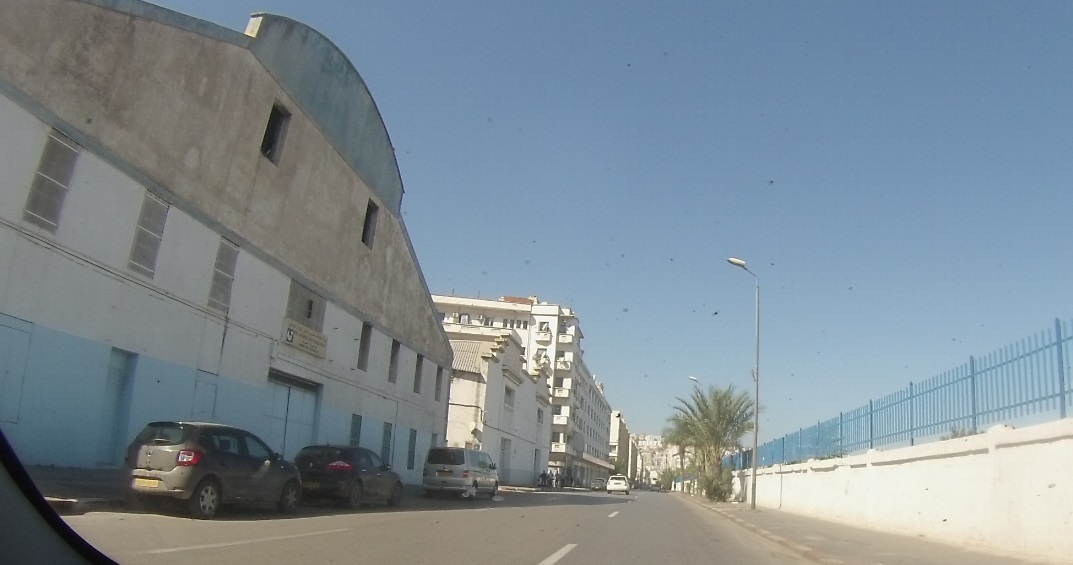
Les entrepôts du Hamma
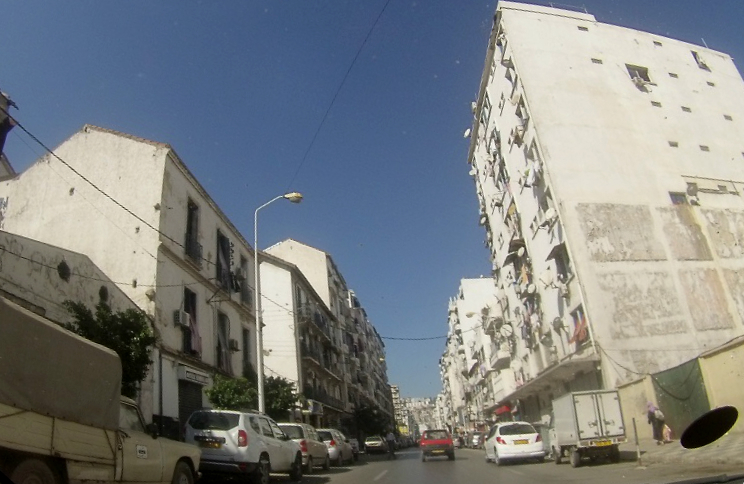
Quartier des Halles
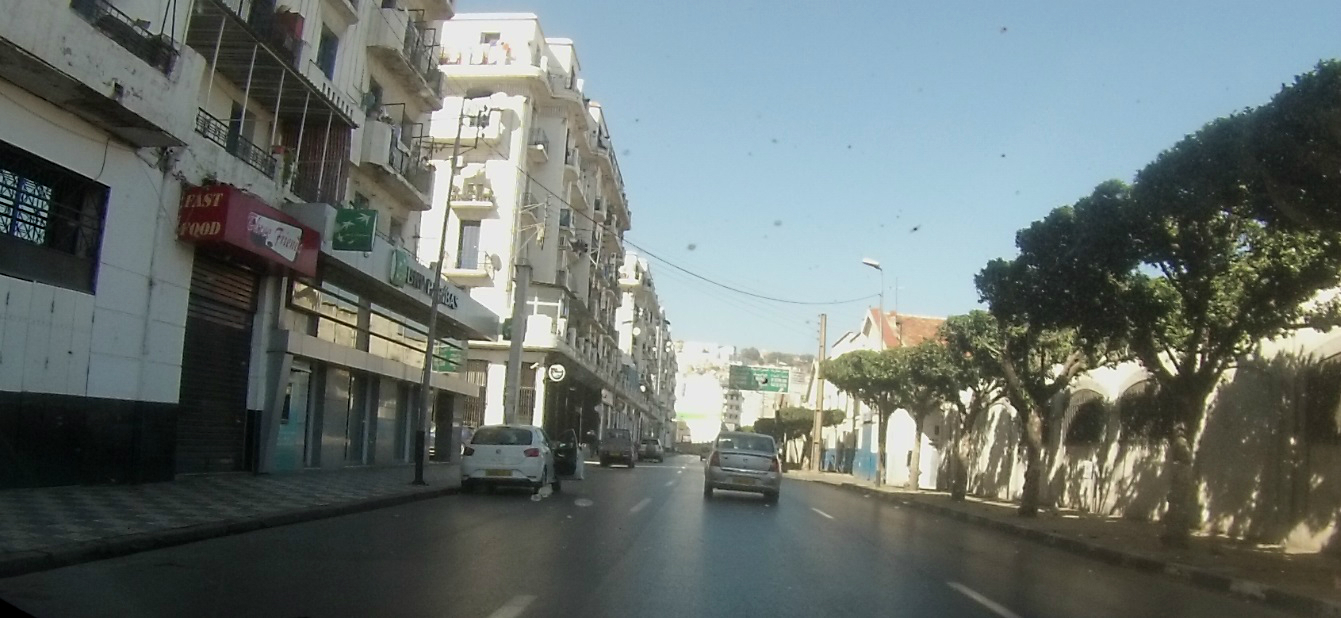
Quartier du champ de manœuvres
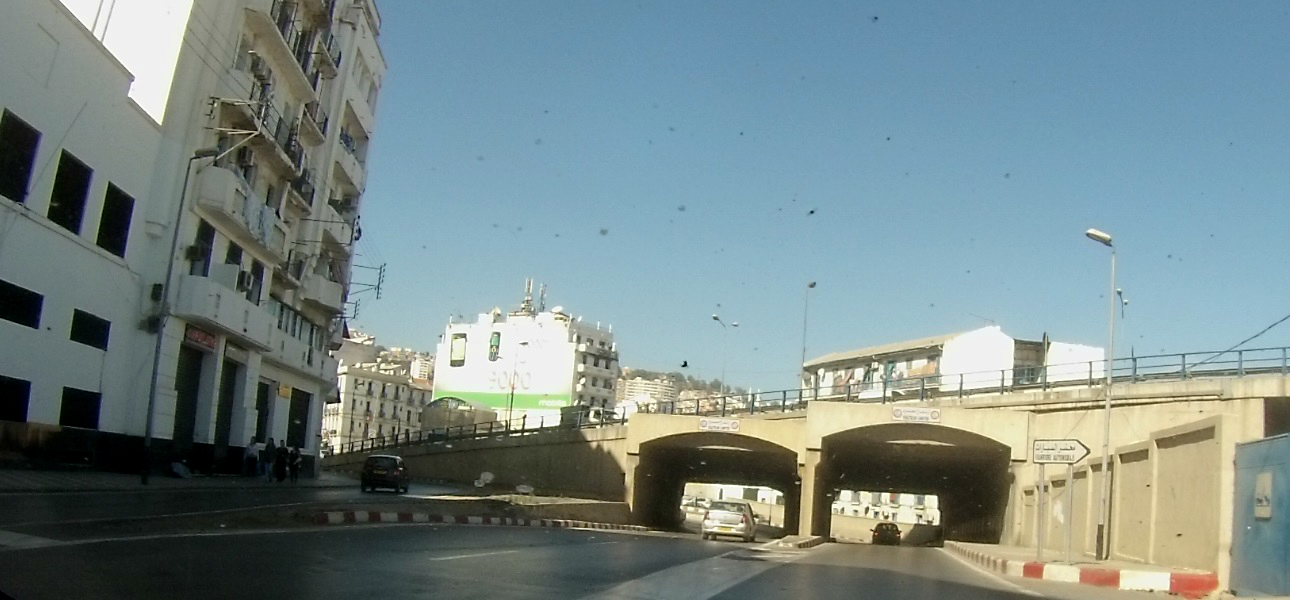
Trémie vers les places Addis Abeba et du 1er mai
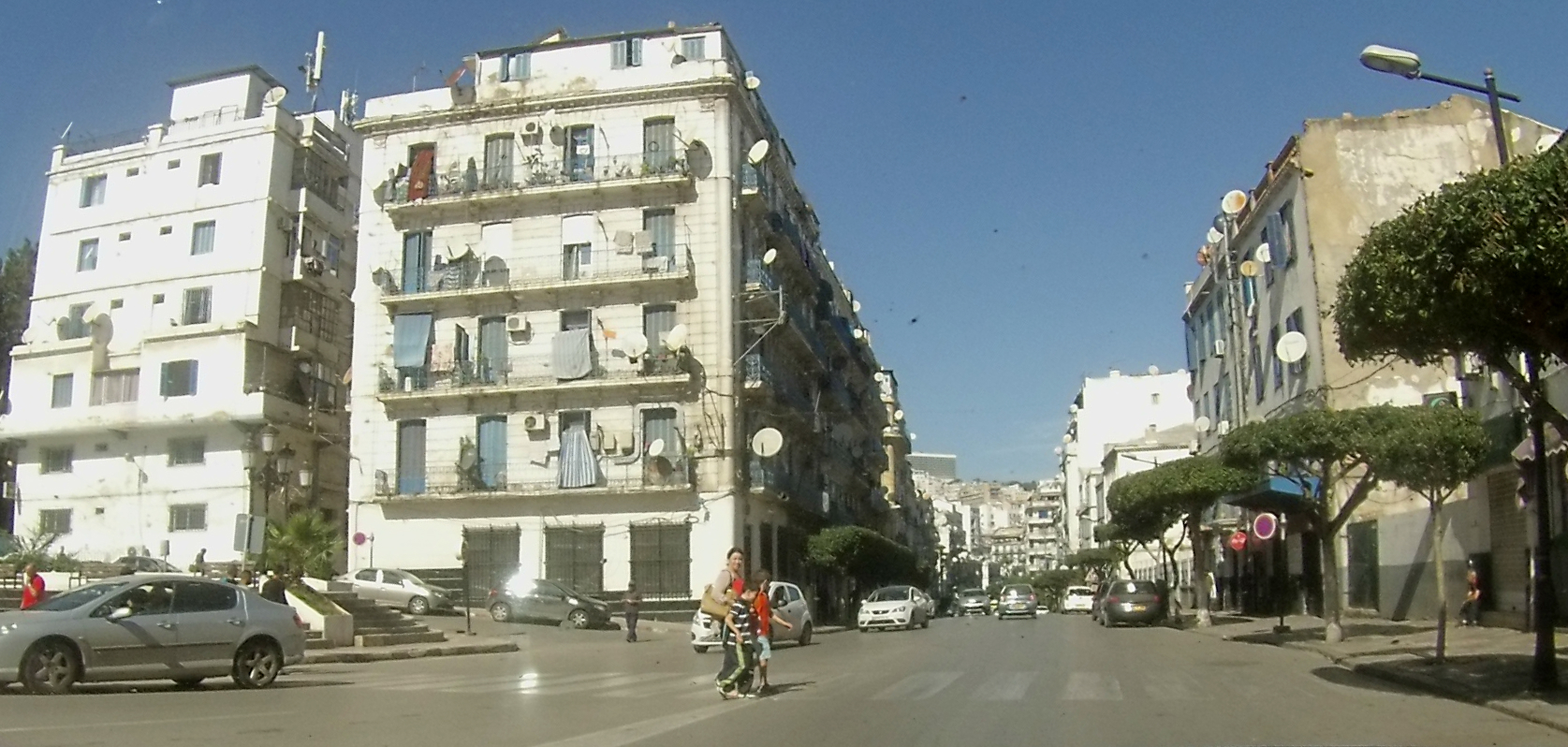
Près de l'hôpital Mustapha Pacha
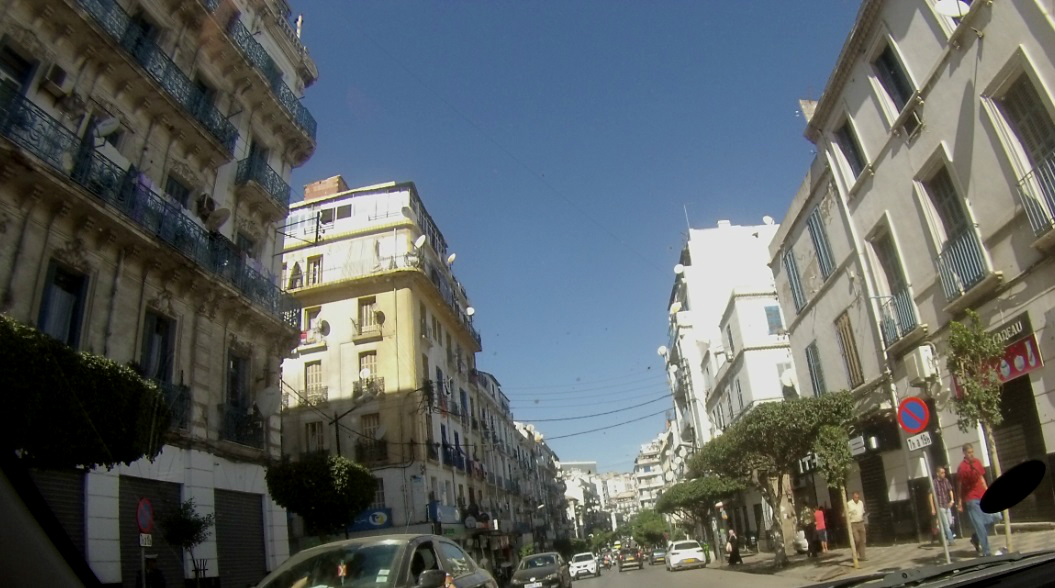
Quartier Mustapha